# NGC 4363
NGC 4363 is een spiraalvormig sterrenstelsel in het sterrenbeeld Draak. Het hemelobject werd op 10 december 1797 ontdekt door de Duits-Britse astronoom William Herschel.

## Synoniemen
- ZWG 352.32
- PGC 40233